# Hải Yến, Cao Lộc
Hải Yến là một xã thuộc huyện Cao Lộc, tỉnh Lạng Sơn, Việt Nam.
Xã Hải Yến có diện tích 29,3 km², dân số năm 1999 là 1.778 người, mật độ dân số đạt 61 người/km².
Theo thống kê năm 2019, xã Hải Yến có diện tích 29,3 km², dân số là 1.824 người, mật độ dân số đạt 62 người/km².